# Palatin de Hongrie
 (signalé en juillet 2025).
Si vous disposez d'ouvrages ou d'articles de référence ou si vous connaissez des sites web de qualité traitant du thème abordé ici, merci de compléter l'article en donnant les références utiles à sa vérifiabilité et en les liant à la section « Notes et références ».
- Archive Wikiwix
- Bing
- Cairn
- DuckDuckGo
- E. Universalis
- Gallica
- Google
- G. Books
- G. News
- G. Scholar
- Persée
- Qwant
- (zh) Baidu
- (ru) Yandex
- (wd) trouver des œuvres sur Wikidata

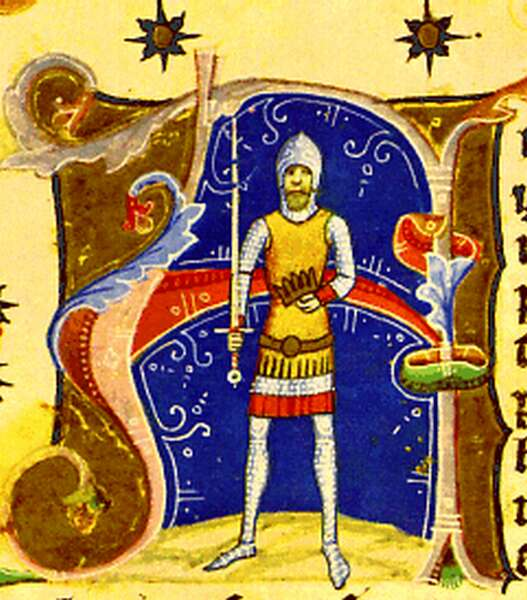
Représentation de Samuel Aba dans le Chronicum Pictum hongrois, un manuscrit médiéval enluminé

Le palatin ou grand-palatin était le plus haut dignitaire du royaume de Hongrie après le roi, jusqu'à la révolution hongroise de 1848.
Cette fonction est comparable à celle du Lord Grand Intendant en Angleterre.

## Dénominations
Cette fonction était appelée, selon les langues utilisées dans le royaume de Hongrie : 
- en latin : comes palatii, comes palatinus, plus tard palatinus (regni) ;
- en hongrois : nádorispán ou nádor,
- en slovaque : nádvorný župan ou nádvorný špán, puis palatín ou nádvorník,
- en allemand : Palatin.

## Moyen Âge
À l'origine, le palatin (ou comte palatin) est l'administrateur du palais et de la cour du roi. 
À partir de la fin du XIIe siècle, il représente le roi et a un rôle de juge suprême[pas clair]. 
À partir de la fin du XIVe siècle, il devient un véritable vice-roi (gouverneur royal)[pas clair]. 
Nommé par le roi durant les premiers siècles du royaume, il doit ensuite[Quand ?] être approuvé par la Diète. 
En 1526, le titulaire est nommé à vie.

## Époque moderne etXIXesiècle: la Hongrie des Habsbourg
À partir du XVIe siècle, la Hongrie est une possession de la maison de Habsbourg, possessionnée en Autriche et par ailleurs détentrice de la dignité impériale dans le Saint-Empire romain germanique, dont la Hongrie ne fait pas partie. 
Le palatin détient alors également la présidence de la Diète. 
À partir de la fin du XVIIIe siècle, la fonction de palatin de Hongrie est systématiquement attribuée au cadet de la dynastie impériale. Le premier cas est celui de Joseph de Habsbourg-Lorraine, nommé par le roi de Hongrie François Ier (empereur François II du Saint-Empire, puis François Ier de l'empire d'Autriche). Elle devient alors symbolique et honorifique.

## Liste des palatins de Hongrie
- 1486 : Emeric Zápolya, sous le règne de Matthias Ier (Matthias Corvin)